# Nitazoxanid
Nitazoxanid ist ein Arzneistoff aus der Klasse der Antiparasitika. Es ist ein synthetisches 5-Nitrothiazolyl-Salicylamid-Derivat zur Behandlung bei parasitärer Infestation. Im Körper wird es rasch unter Abspaltung der Acetylgruppe zu seinem aktiven Metaboliten Tizoxanid umgewandelt.
Nitazoxanid besitzt in Deutschland keine Zulassung.

## Wirkung
Die Wirkung beruht auf der nichtkompetitiven Inhibition der Pyruvat-Ferredoxin-Oxidoreduktase (PFOR), welche die oxidative Decarboxylierung von Pyruvat zu Acetat katalysiert. Der Elektronentransfer im Redoxsystem und somit der Energiestoffwechsel der Erreger wird unterbrochen.

## Pharmakologie
Bei peroraler Gabe potenziert fetthaltige Nahrung die Wirksamkeit. Nitazoxanid wird gastrointestinal zu Tizoxanid mit fast vollständiger Eiweißbindung hydrolysiert. Der maximale Tizoxanid-Plasmaspiegel ist nach 1–4 Stunden erreicht. Die Ausscheidung erfolgt über Gallensaft und Dekonjugation im Kot sowie als Glucuronid und unverändertes Tizoxanid über Niere und Urin.

## Anwendungsgebiete
Behandlung von Infestationen mit:
- Giardia intestinalis
- Kryptosporidien.

Therapeutische Wirksamkeit bei Infestation mit:
- Entamoeba histolytica
- Isospora belli
- Cyclospora cayetanensis
- Helminthiosen
  - Rinderbandwurm
  - Zwergbandwurm
  - Spulwurm
  - Madenwurm
  - Peitschenwurm
  - Hakenwürmer
  - Zwergfadenwurm

Nitazoxanid zeigt antibakterielle Aktivität bei:
- Clostridium-difficile-assoziierte Diarrhö
- Campylobacter jejuni
- Helicobacter pylori

Antivirale Aktivität bei:
- chronischer Hepatitis C/Hepatitis B
- Rotavirus, Norovirus

## Kontraindikationen
Eine Risiko-Nutzen-Abwägung möglicher Reproduktionstoxizität ist erforderlich.

## Nebenwirkungen
Mögliche Nebenwirkungen sind beispielsweise:
- Übelkeit
- Erbrechen
- Bauchschmerzen
- Durchfall
- Nesselsucht
- Juckreiz

## Therapiekontrolle
Während der Therapie mit Nitazoxanid ist eine Infestations-Kontrolle durch Nachweis von Zysten im Stuhl indiziert.